# Émile Honoré Daireaux
Émile Honoré Daireaux (Río de Janeiro, Brasil, 21 de abril de 1843 - París, Francia, 22 de junio de 1916) fue un escritor, abogado y periodista nacionalizado argentino de origen francés.

## Biografía
Hijo de François Daireaux y Madeleine Herbin (Daireaux-Herbin) —franceses de origen normando—, Émile nació circunstancialmente en Río de Janeiro, Brasil, donde su padre, dirigió por casi 30 años una muy importante explotación de café. Vuelta la familia a Francia (1849), se radicaron primero en Argenteuil y luego en Neuilly, París, donde Émile [más tarde argentinizado, Emilio] cursó estudios en el Liceo Charlemagne y luego se licenció en Derecho en la Facultad de Derecho de la Universidad de París en 1863. En 1867, él y su hermano Geoffroy —de ello, Godofredo— François se trasladaron a Buenos Aires, Argentina, por gestiones comerciales de importación y exportación iniciadas por su padre. Allí, Emilio contrajo matrimonio con doña Amalia Molina Regueira perteneciente a una arraigada familia porteña. Luego de un breve viaje a Francia, donde el matrimonio Daireaux Molina se halló en París durante el aciago período del sitio de la ciudad, en época de la guerra franco-prusiana, regresaron a Buenos Aires y Emilio revalidó su título de abogado doctorándose en la Facultad de Derecho, estableciendo su estudio en la capital Argentina.

## Primeras publicaciones, labor periodística
Poco después publicó su libro "Buenos-Ayres, La Pampa et La Patagonie" (ed.Hachette, 1877) conteniendo una descripción amplia de la República Argentina, de la fisonomía de la pampa y de los territorios australes por los cuales viajó y una reseña de la economía, la producción y el comercio. Al mismo tiempo desarrolló una activa labor en la prensa local especialmente en el ámbito de la comunidad francesa de Buenos Aires (juntamente con Alejo Peyret, Raoul Legout, León Walls, Alexandre Berheim, Albert Larroque) fundando en 1880, conjuntamente con 
Alfredo Ebelot
, el periódico "L'Union Francaise". Daireaux colaboró en "Le Courrier de La Plata", del cual también fue director, así como lo hizo frecuentemente en publicaciones extranjeras como la "Revue des Deux Mondes", la "Revue Britannique", "Les Débats", "L'Economie francaise", entre otras. Produjo además diversas obras jurídicas tanto en francés cuanto en versión castellana, como "Le droit international privé dans la Republique Argentine" y "El abogado de sí mismo" o Tratado de Derecho Usual, una muy completa exposición del derecho argentino en sus distintas ramas con modelos de contratos, escritos judiciales, constitución de sociedades, etc.(Hachette, 1887).

### Vida y costumbre en El Plata
Ese mismo año 1887 dio a luz su obra más importante en dos volúmenes "Vida y Costumbres en El Plata" que contiene una extensa y documentada descripción del país, su historia, su organización institucional y legal, su economía y finanzas públicas, así como una rica exploración sociológica de las costumbres, la vida social, cultural, las producciones regionales, etc. que en la actualidad continúa siendo una fuente valiosa de información para la investigación historiográfica. El libro lleva en su prólogo cartas dirigidas al autor por dos grandes presidentes argentinos, los generales Bartolomé Mitre y Julio A. Roca con los cuales Daireaux mantenía relación personal, al igual que con el Ingeniero Emilio Mitre, los hermanos Eduardo y Domingo Olivera, Luis V. Varela y otras personalidades porteñas de la época. El éxito de la obra, en Argentina y en Francia lo impulsó a publicar posteriormente "Trois mois de voyage a La Plata" y "Les francais a La Plata".

## Promoción de la Argentina en Francia
A partir de 1890 viaja más frecuentemente a Francia, radicándose finalmente en París.
Emilio Daireaux fue un activo propagandista e impulsor de la radicación de capitales franceses en la Argentina, organizando a tal fin conferencias en Francia. En 1904 en una conferencia en París a la cual asistieron más de dos mil personas se comentó: "Con fácil palabra e imágenes muy apropiadas al tema, el conferenciante trazó el cuadro de las grandes mejoras realizadas por la República Argentina, señalando sus progresos agrícola-ganaderos como dignos de que el mundo fijara asombrado la vista en ellos". Exhortó a los capitalistas franceses a invertir en la argentina, censurando el espíritu de estrecho proteccionismo imperante en Francia y esbozó un cuadro halagüeño del porvenir que espera a la gran república sudamericana. Él mismo había adquirido un establecimiento de campo en la provincia de Buenos Aires denominado Estancia "Las Diez Lagunas". Hoy día ese territorio forma parte del Partido de Daireaux (hasta 1970 denominado Caseros y cuya autonomía se consiguió el 5 de julio de 1910 gracias a otro notable precursor del desarrollo de esa zona, Pablo Guglieri), cuya cabecera es la ciudad de Daireaux, establecida hacia el año 1899. Algunos de los hijos de Daireaux se radicaron así en la Argentina donde se arraigó una vasta descendencia familiar, mientras que otros residieron en Francia. Emilio Daireaux murió en París en su residencia de los Champs Elysées el 22 de junio de 1916. Por propia voluntad sus restos descansan en el cementerio de Nicorps, Coutances, Normandía.